# Kovačeva Bara
Kovačeva Bara je naselje u gradu Leskovcu, Jablanički upravni okrug, Srbija. Prema popisu iz 2022. godine u Kovačevoj Bari je živjelo 82 stanovnika.